# Глубочок (Подольский район)
Глубочок (укр. Глибочок) — село, относится к Подольскому району Одесской области Украины.
Население по переписи 2001 года составляло 508 человек. Почтовый индекс — 66343. Телефонный код — 4862. Занимает площадь 1,92 км². Код КОАТУУ — 5122980402.

## Местный совет
66342, Одесская обл., Подольский р-н, с. Алексеевка, ул. Космонавтов, 21